# 恵光寺快川
恵光寺 快川（えこうじ かいせん、生年不詳 - 天正3年（1575年））は、戦国時代の武将。
高森領主・恵光寺武田家。高森恵光寺快川。東郷の戦国史跡の会が設置した墓石付近の案内板では、「主従全て戦死ともいう謎の武田武将」と説明書きがされている。

## 略歴
武田信重の5世の孫で、恵光寺宗賢の子と推定される。天正3年（1575年）長篠の戦いの戦いで討死した。
織田信長の首実検の中に名が見られる。墓所は新城市八束穂。